# Liste der Gouverneure von Himachal Pradesh
Die folgende Tabelle listet die Gouverneure von Himachal Pradesh mit jeweiliger Amtszeit auf. Das Gebiet von Himachal Pradesh wurde am 15. April 1948 als Punjab Hill States ein zentral verwalteter Teil der indischen Union und war ab 1950 als C-Staat klassifiziert. Am 1. November 1956 wurde er Unionsterritorium. Bis 1952 war das höchste Amt das eines Chief Commissioners, dann bis 1971 das eines Vizegouverneurs. 1971 erhielt Himachal Pradesh den Status eines Bundesstaates, dem seitdem ein Gouverneur vorsteht.
| #  | Name                                       | Amtsantritt        | Ende der Amtszeit  |
| -- | ------------------------------------------ | ------------------ | ------------------ |
|    | Chief Commissioner                         |                    |                    |
| 1  | Nanalal Chamanlal Mehta (1892–1958)        | 25. April 1948     | 9. Januar 1950     |
| 2  | Edward Penderel Moon (1905–1987)           | 10. Januar 1950    | 29. März 1951      |
| 3  | Bhagwan Sahay (1905–1986)                  | 30. März 1951      | 29. Februar 1952   |
|    | Lieutenant Governor                        |                    |                    |
| 1  | Himmat Singh (1897–1973)                   | 1. März 1952       | 31. Dezember 1954  |
| 2  | Bajrang Bahadur Singh                      | 1. Januar 1955     | 13. August 1963    |
| 3  | Bhagwan Sahay (1905–1986)                  | 14. August 1963    | 25. Februar 1966   |
| 4  | V. Viswanathan (1909–1987)                 | 26. Februar 1966   | 6. Mai 1967        |
| 5  | Om Prakash                                 | 7. Mai 1967        | 15. Mai 1967       |
| 6  | Kanwar Bahadur Singh (1910–2007)           | 16. Mai 1967       | 24. Januar 1971    |
|    | Governor                                   |                    |                    |
| 1  | S. Chakravarty                             | 25. Januar 1971    | 16. Februar 1977   |
| 2  | Aminuddin Ahmad Khan (1911–1983)           | 17. Februar 1977   | 25. August 1981    |
| 3  | Ashok Nath Banerjee (* 1917)               | 26. August 1981    | 15. April 1983     |
| 4  | Hokishe Sema (1921–2007)                   | 16. April 1983     | 7. März 1986       |
| 5  | Prabodh Dinkarrao Desai (1930–2004)        | 8. März 1986       | 16. April 1986     |
| 6  | Rustom Khushro Shapoorjee Ghandhi (* 1924) | 17. April 1986     | 1. Dezember 1987   |
| 7  | Sayed Muzaffar Hussain Burney (1923–2014)  | 2. Dezember 1987   | 10. Januar 1988    |
| 8  | Rustom Khushro Shapoorjee Ghandhi (* 1924) | 11. Januar 1988    | 19. Dezember 1989  |
| 9  | Hari Anand Barari (* 1929)                 | 20. Dezember 1989  | 12. Januar 1990    |
| 10 | Rustom Khushro Shapoorjee Ghandhi (* 1924) | 13. Januar 1990    | 15. Februar 1990   |
| 11 | B. Rachaiah (1922–2000)                    | 16. Februar 1990   | 19. Dezember 1990  |
| 12 | Virendra Verma (1916–2009)                 | 20. Dezember 1990  | 29. Januar 1993    |
| 13 | Surendra Nath (1926–1994)                  | 30. Januar 1993    | 10. Februar 1993   |
| 14 | Bali Ram Bhagat (1922–2011)                | 11. Februar 1993   | 29. Juni 1993      |
| 15 | Gulsher Ahmed (1921–2002)                  | 30. Juni 1993      | 26. November 1993  |
| 16 | Surendra Nath (1926–1994)                  | 27. November 1993  | 9. Juli 1994       |
| 17 | V. Ratnam (* 1932)                         | 10. Juli 1994      | 29. Juli 1994      |
| 18 | Sudhakarrao Naik (1934–2001)               | 30. Juli 1994      | 17. September 1995 |
| 19 | Mahavir Prasad (1939–2010)                 | 18. September 1995 | 16. November 1995  |
| 20 | Sheila Kaul (1915–2015)                    | 17. November 1995  | 22. April 1996     |
| 21 | Mahavir Prasad (1939–2010)                 | 23. April 1996     | 25. Juli 1997      |
| 22 | V. S. Ramadevi (1934–2013)                 | 26. Juli 1997      | 1. Dezember 1999   |
| 23 | Vishnu Kant Shastri (1929–2005)            | 2. Dezember 1999   | 23. November 2000  |
| 24 | Suraj Bhan (1928–2006)                     | 24. November 2000  | 7. Mai 2003        |
| 25 | Vishnu Sadashiv Kokje (* 1939)             | 8. Mai 2003        | 18. Juli 2008      |
| 26 | Prabha Rau (1935–2010)                     | 19. Juli 2008      | 24. Januar 2010    |
| 27 | Urmila Singh (* 1946)                      | 25. Januar 2010    | 24. Januar 2015    |
| 28 | Kalyan Singh (1932–2021)                   | 28. Januar 2015    | 12. August 2015    |
| 29 | Acharya Devvrat (* 1959)                   | 12. August 2015    | 21. Juli 2019      |
| 30 | Kalraj Mishra (* 1941)                     | 21. Juli 2019      | 10. September 2019 |
| 31 | Bandaru Dattatreya (* 1947)                | 11. September 2019 | im Amt             |